# فورجير (لعبة فيديو)
فورجير هي لعبة مغامرة بعالم مفتوح تم تطويرها بواسطة الاستوديو الأرجنتيني هوب فروج  ومن نشر همبل بندل. صدرت اللعبة رسميًا لنظامي التشغيل مايكروسوفت ويندوز ولينكس في أبريل 2019، وأصبحت لاحقًا متاحة لأجهزة بلاي ستيشن 4 ونينتندو سويتش وإكس بوكس ون وأجهزة الهاتف المحمول.
اللعب في فورجير، يدور حول لاعب يحاول الحصول على الموارد التي تنتشر في جميع أنحاء العالم، وصياغة المباني والأشياء والأدوات الجديدة، وحل الألغاز، وجمع الأموال لشراء أراضي جديدة لاستكشافها والاستفادة منها.

## استقبال
تلقت اللعبة بشكل عام مراجعات «مواتية بشكل عام»، وفقًا لمجمع المراجعة ميتاكريتيك.
كتب ناثان جرايسون مراجعة على كوتاكو وصف فيها اللعبة بأنها «لعبة جيدة الصنع للغاية» ووصفها بأنها «من الواضح أنها صنعت عن حب».

## روابط خارجية
- الموقع الرسمي